# Angelo Farrugia
Angelo (Anġlu) Farrugia (ur. 29 grudnia 1955 w Moscie) – maltański polityk, prawnik i funkcjonariusz policji, od 2013 przewodniczący maltańskiego parlamentu.

## Życiorys
Ukończył studia prawnicze na Uniwersytecie Maltańskim. W latach 1977–1996 był funkcjonariuszem maltańskiej policji, dochodząc do stanowiska superintendenta. W połowie lat 90. zaangażował się w działalność polityczną w ramach lewicowej Partii Pracy. W 1996 po raz pierwszy z jej ramienia został wybrany do Izby Reprezentantów, reelekcję uzyskując w 1998, 2003 i 2008. Od 1998 do 2008 w laburzystowskim gabinecie cieni był ministrem sprawiedliwości.
W 2008 został wybrany na wiceprzewodniczącego Partii Pracy. Zrezygnował z tej funkcji w 2012 w związku z krytyką, którą wywołały jego publiczne insynuacje odnośnie do politycznej motywacji sędziego. Nie wystartował także w wyborach parlamentarnych w 2013. 6 kwietnia tegoż roku został natomiast powołany na spikera maltańskiego parlamentu.